# 安杰利纳河大桥
安杰利纳河大桥（英語：Angelina River Bridge）是59号美国国道跨过安杰利纳河的桥梁，位于得克萨斯州拉夫金。
此桥建成于1935年，于1988列入美国國家史蹟名錄。